# 203 v. Chr.
Portal Geschichte | Portal Biografien | Aktuelle Ereignisse | Jahreskalender | Tagesartikel

◄ |
4. Jahrhundert v. Chr. |
3. Jahrhundert v. Chr. |
2. Jahrhundert v. Chr. |
►

◄ | 220er v. Chr. | 210er v. Chr. | 200er v. Chr. | 190er v. Chr. |
180er v. Chr. |
►

◄◄ | ◄ | 206 v. Chr. | 205 v. Chr. | 204 v. Chr. | 203 v. Chr. |
202 v. Chr. |
201 v. Chr. |
200 v. Chr. |
► |
►►
Staatsoberhäupter

## Ereignisse

Verlauf des Zweiten Punischen Krieges 218–202 v. Chr.

- Massinissa, König des östlichen Numidien, verbündet sich aktiv mit Rom.
- Hannibal und Mago Barkas verlassen Italien, weil Rom Karthago direkt angreift (Zweiter Punischer Krieg).
- Scipio der Ältere überfällt die am Bagrades lagernden Heere des karthagischen Feldherren Hasdrubal und des westnumidischen Königs Syphax. Später besiegt er sie in der Schlacht auf den Großen Feldern.

## Gestorben
- Agathokles, ägyptischer Politiker
- Quintus Fabius Maximus Verrucosus, General der römischen Republik, fünfmal Konsul und zweimal Diktator (* um 275 v. Chr.)
- Mago Barkas, jüngster Bruder Hannibals, karthagischer Feldherr
- Philammon (Mörder), Mörder der Arsinoë III.